# Come Rain or Come Shine
«Come Rain or Come Shine» — песня, которую написали композитор Гарольд Арлен и поэт-песенник Джонни Мерсер для своего мюзикла «Женщина из Сент-Луиса». Премьера мюзикла состоялась на Бродвее в 1946 году. Хотя постановка провалилась, конкретно эта песня стала очень популярной и обрела статус джазового стандарта.
Песня написана как дуэт. Впервые её исполнили на сцене Руби Хилл и Гарольд Николас, игравшие роли Деллы Грин и Маленького Оги в оригинальной постановке мюзикла «Женщина из Сент-Луиса» в бродвейском «Театре Эла Хиршфельда».
Песню записывали множество джазовых и поп-исполнителей. Среди них Сай Оливер (с оркестром Томми Дорси, запись вышла в 1946 году), Маргарет Уайтинг (1946), Хелен Форрест и Дик Хеймс в дуэте (1946), Дина Шор (1946), Фрэнк Синатра (1953, 1962, 1993), Билли Холидей (1955), Бинг Кросби (1956), Патти Пейдж (1956), Джуди Гарланд (1956), оркестр Бенни Гудмана(с вокалисткой Анитой О’Дэй), Рэй Чарльз (1959), Тони Беннетт (1960), Элла Фицджеральд (1961), Джеймс Браун (1964), Барбра Стрейзанд (1979), Джули Эндрюс (1989), Бетт Мидлер (1991), Эрик Клэптон и Би Би Кинг в дуэте (2000), а также Марлен Дитрих.